# 揖保川パーキングエリア
揖保川パーキングエリア（いぼがわパーキングエリア）は、兵庫県宍粟市山崎町青木にある中国自動車道のパーキングエリア。
岡山・広島方面側はスナック・ショッピングコーナー（オーデックス（現・西日本高速道路エンジニアリング関西）が運営）が設置されていたが、道路公団最終日の2005年（平成17年）9月30日で営業が終了し、翌10月1日（NEXCO業務開始日）からは自動販売機のみの営業になった。また、神戸・大阪方面側は開通当初からトイレのみのPAだったが、後に自動販売機が追加された。
なお、当PAは兵庫県内の中国自動車道では唯一、売店のない休憩施設である。

## 道路
- E2A 中国自動車道

## 歴史
- 2005年（平成17年）9月30日 - 下り線のスナック・ショッピングコーナーを閉鎖。自動販売機のみの営業となる。
- 2006年（平成18年）7月27日 - 上り線に災害対応型自動販売機を設置。

## 施設

### 上り線（大阪方面）
- 駐車場
  - 大型12台
  - 小型14台
  - 二輪4台
- トイレ
  - 男性 大2（和式0・洋式2）・小3
  - 女性 5（和式1・洋式4）
  - 車椅子用 1
- 自動販売機（災害対応型自動販売機）

### 下り線（広島方面）
- 駐車場
  - 大型12台
  - 小型14台
  - 二輪4台
- トイレ
  - 男性 大2（和式0・洋式2）・小3
  - 女性 5（和式1・洋式4）
  - 車椅子用 1
- 自動販売機

## 隣
E2A 中国自動車道
(10) 山崎IC/BS - (10-1) 宍粟JCT - 揖保川PA - 葛根BS - 南光BS - (10-2) 佐用JCT - (11) 佐用IC/BS
かつては山崎ICと揖保川PAの間に山崎本線料金所が設置されていた（2004年12月廃止）。